# Canthidium latum
Canthidium latum là một loài bọ cánh cứng trong họ Bọ hung (Scarabaeidae).